# 粗背鰩
粗背鰩（學名：Raja radula），為軟骨魚綱鰩目鰩科鰩屬的一種，被IUCN列為瀕危保育類動物，分布於東大西洋地中海海域，深度可達300公尺，本魚在幼魚和雄魚上表面布滿刺，這些刺僅存在於鼻子和尾巴的下半部，雌魚不僅在這些區域有小刺，而且在嘴周圍、中段和整個尾部也有小刺。背鰭之間有2根刺。體盤呈亞圓形，有短而彎曲的吻部，前緣凸起，末端有角狀的翅膀，其表面主要呈淺棕色和灰色，帶有較深的斑點和線條，有兩個帶有黃色環的圓點，以及一個帶有淺色圓點的較厚的外部深色環，位於身體最寬處的脊椎經絡兩側，腹部呈白色，邊緣變暗，尾部有一些較暗的斑點，體長可達70公分，棲息在沿岸至大陸棚海域，為底棲性魚類，肉食性，以甲殼類、硬骨魚類和軟體動物為食，卵生，卵囊呈長方形，具有堅硬的角質觸鬚，生活習性不明，雖不具經濟價值，但常受到商業性捕魚如拖網、刺網、三重網、底延繩釣和圍網捕撈而受威脅。

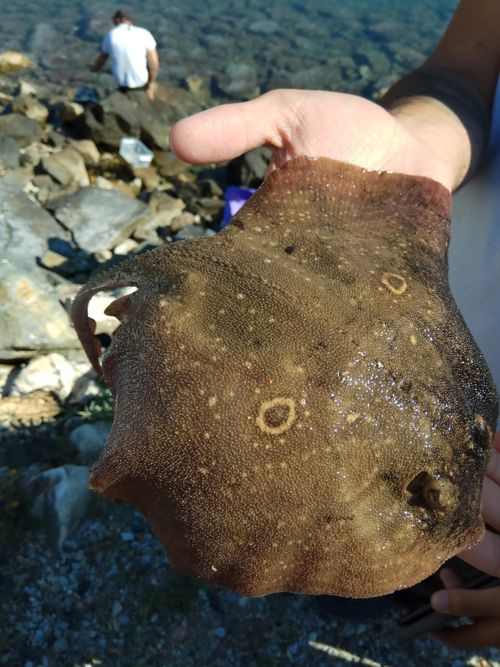